# Landesbetrieb für Datenverarbeitung und IT-Serviceaufgaben
Der Landesbetrieb für Datenverarbeitung und IT-Serviceaufgaben (LDS) war der IT-Dienstleister für die Landesverwaltung in Brandenburg bis zum 31. August 2008. Sein Nachfolger ist der Brandenburgische IT-Dienstleister (ZIT-BB).

## Geschichte
Er ging aus dem Landesbetrieb für Datenverarbeitung und Statistik hervor, der vom 1. Januar 2001 bis 31. Dezember 2006 bestand, zum Geschäftsbereich des Ministeriums des Innern Brandenburg gehörte und rund 520 Mitarbeiter beschäftigte. Er hatte seinen Sitz in Potsdam sowie Außenstellen in Cottbus und Frankfurt (Oder).
Der Landesbetrieb entstand aus dem bis dahin knapp zehn Jahre existierenden Landesamt für Datenverarbeitung und Statistik mit dem Ziel, den LDS zu einem kompetenten Dienstleister für Information und Kommunikation für die Landesverwaltung Brandenburg zu entwickeln.
Seit 1. Januar 2007 sind die Abteilungen Datenverarbeitung und Statistik getrennt. Die Datenverarbeitung arbeitete unter dem Namen Landesbetrieb für Datenverarbeitung und IT-Serviceaufgaben als IT-Dienstleister für das Land Brandenburg weiter. Die Statistik wurde mit dem Statistischen Landesamt Berlin vereint zu einer Anstalt des öffentlichen Rechts mit dem Namen Amt für Statistik Berlin-Brandenburg.
Zum 1. Januar 2009 ist aus dem Landesbetrieb der Brandenburgische IT-Dienstleister (ZIT-BB) hervorgegangen.